# Ряст Пачоського
Ряст Пачоського (Corydalis paczoskii) — вид трав'янистих рослин родини Руткові (Fumariaceae).

## Етимологія
Видова назва носить ім'я польського ботаніка Йосипа Пачоського.

## Опис

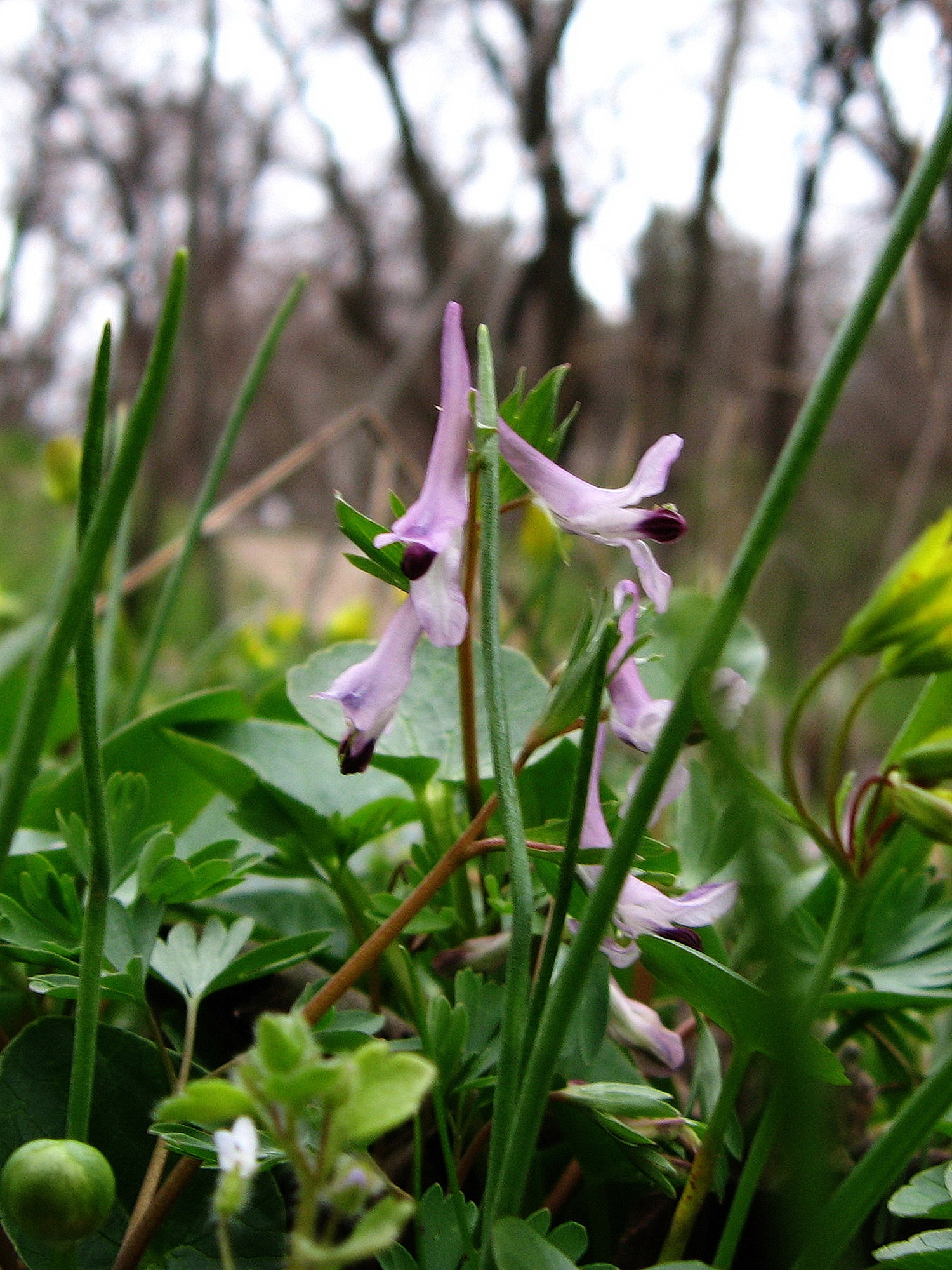

Багаторічна трав'яниста рослина, 10—20(30) см заввишки. Бульба куляста, щільна. Стебло прямостояче, трохи звивисте, розгалужене, звичайно з 2—4(6) гілками, які виходять з пазухи блідого, відігнутого лускоподібного листка, зрідка просте. Листків 2—3, двічі трійчасто-розсічених, з сидячими або майже сидячими ширококлиноподібними, надрізними сегментами і з довгасто-лінійними лопатями.
Китиця небагатоквіткова, пряма, з клиноподібними або яйцеподібними пальчасто-надрізними приквітками. Квітки пурпурові, 15—20 мм завдовжки, з тупою, прямою або трохи донизу дугоподібно зігнутою шпоркою.
Плоди — лінійні коробочки, прямостоячі, відхилені або нижні звислі, 17—25 мм завдовжки, лінійні, загострені в носик, який переходить в стовпчик, у 2—3 рази довші від плодоніжки. Насінина чорна, блискуча, 2 мм діаметром.

## Життєвий цикл
Цвіте в другій половині березня — на початку квітня. Запилення здійснюється комахами (ентомогамія), поширення діаспор — переважно мурахами (мірмекохорія).

## Поширення
Північнопричорноморський (понтійський) ендемік.
Ареал охоплює Південну Україну, Молдову і Південну Росію (Нижній Дон).
В Україні поширений у степу (на півдні) і Криму.

## Екологія
Ряст Пачоського — бульбистий пучкокореневий геофіт, за сезонним життєвим циклом належить до ранньовесняних ефемероїдів.
За температурними адаптаціями рослина належить до мезотермів (походить з помірного кліматичного поясу), тому стійка до короткочасних весняних приморозків. Відносно світлолюбна, але здатна витримувати помірне затінення (сціогеліофіт). Вимоглива до умов зволоження (мезофіт). Віддає перевагу свіжим відносно плодючим ґрунтам (мезотроф).
Є типовим мешканцем лісових ландшафтів (сильвант). В межах ареалу та в Україні зростає в листяних лісах і чагарниках.
В умовах Запорізького Придніпров'я спорадично зустрічається в розріджених байрачних і заплавних лісах, у тому числі в штучних лісонасадженнях на їх місці, не уникаючи ділянок з гранітними відслоненнями.

## Охорона
В Україні вид перебуває під охороною — включено до офіційних переліків регіонально рідкісних видів рослин Донецької, Запорізької, Одеської і Херсонської областей.
Негативні чинники: надмірна рекреація, збір на букети і для висадки на присадибних ділянках. Заходи охорони: збереження лісів, заповідання місць зростання виду.
Охороняється в Українському степовому заповіднику («Кам'яні Могили»), Національному заповіднику «Хортиця», ряді природних заповідників Гірського Криму.

## Галерея

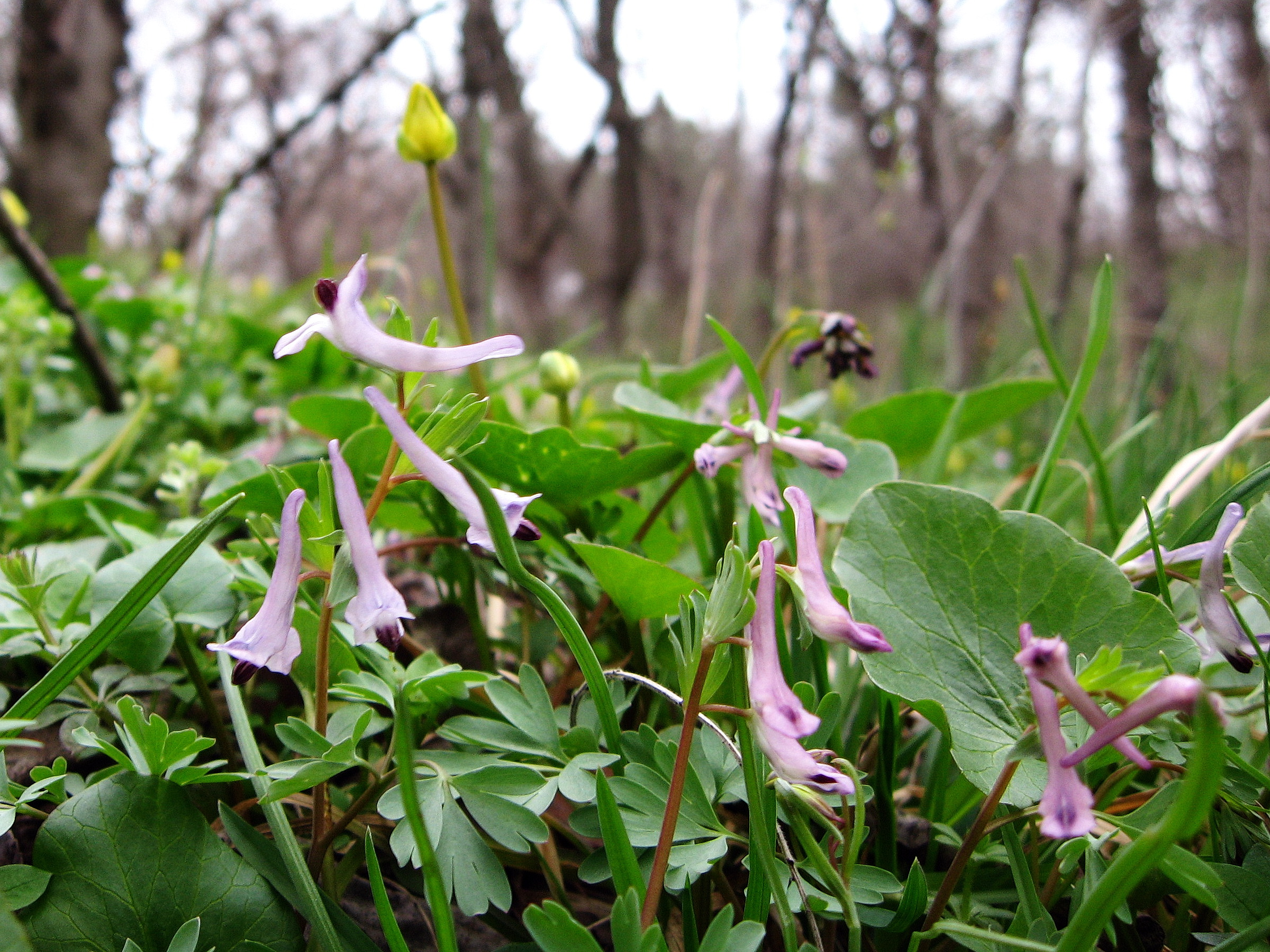
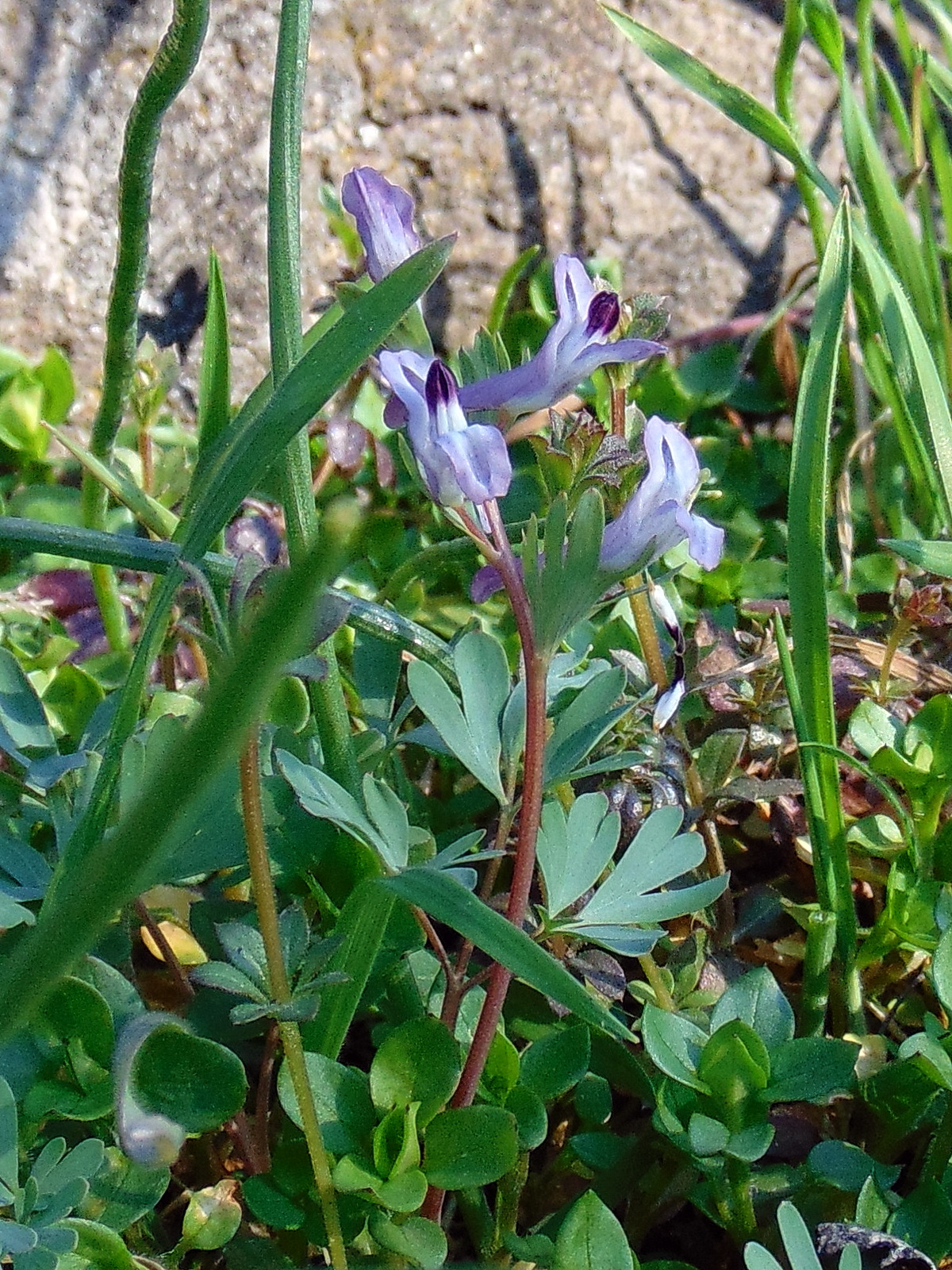
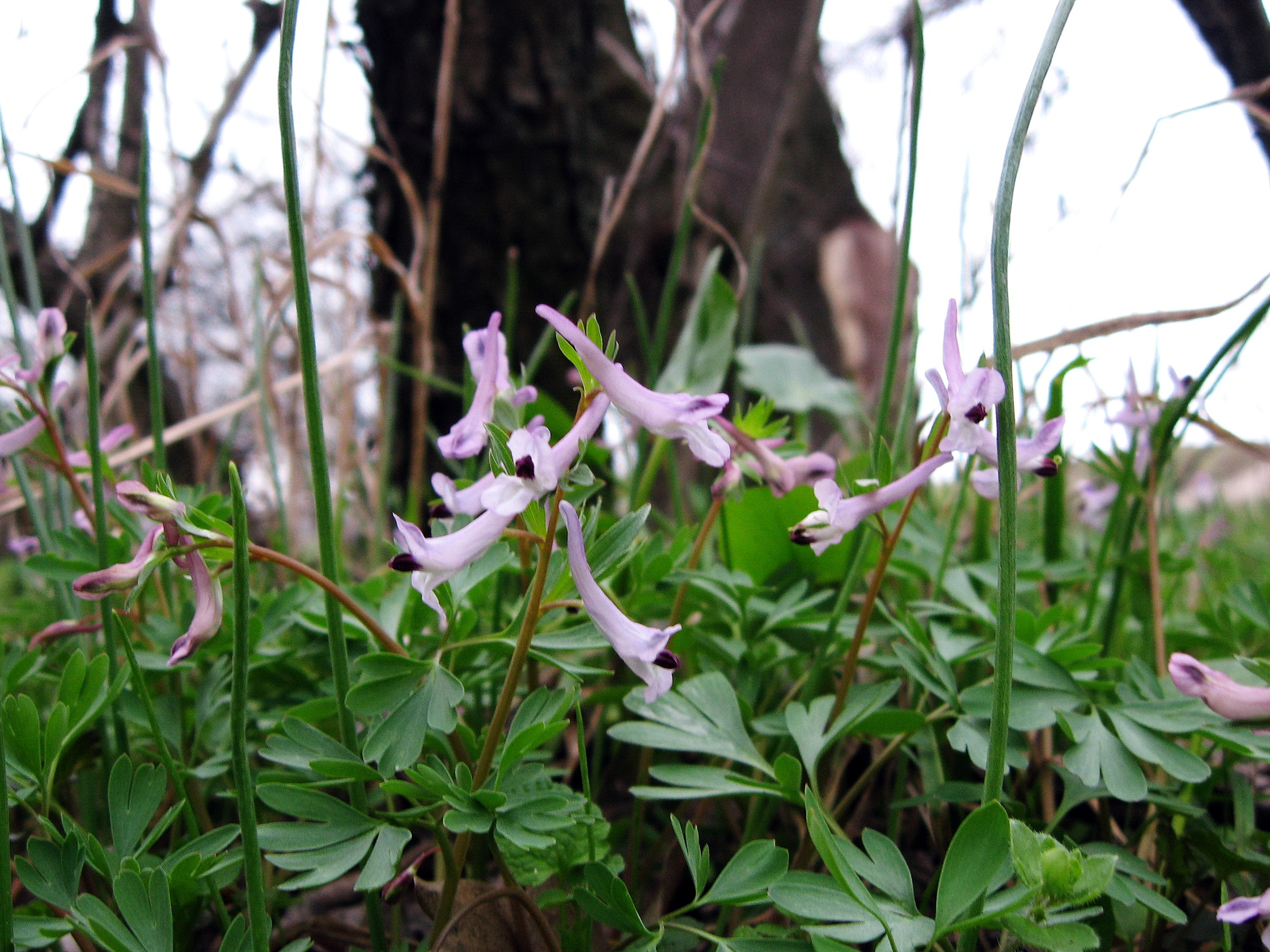
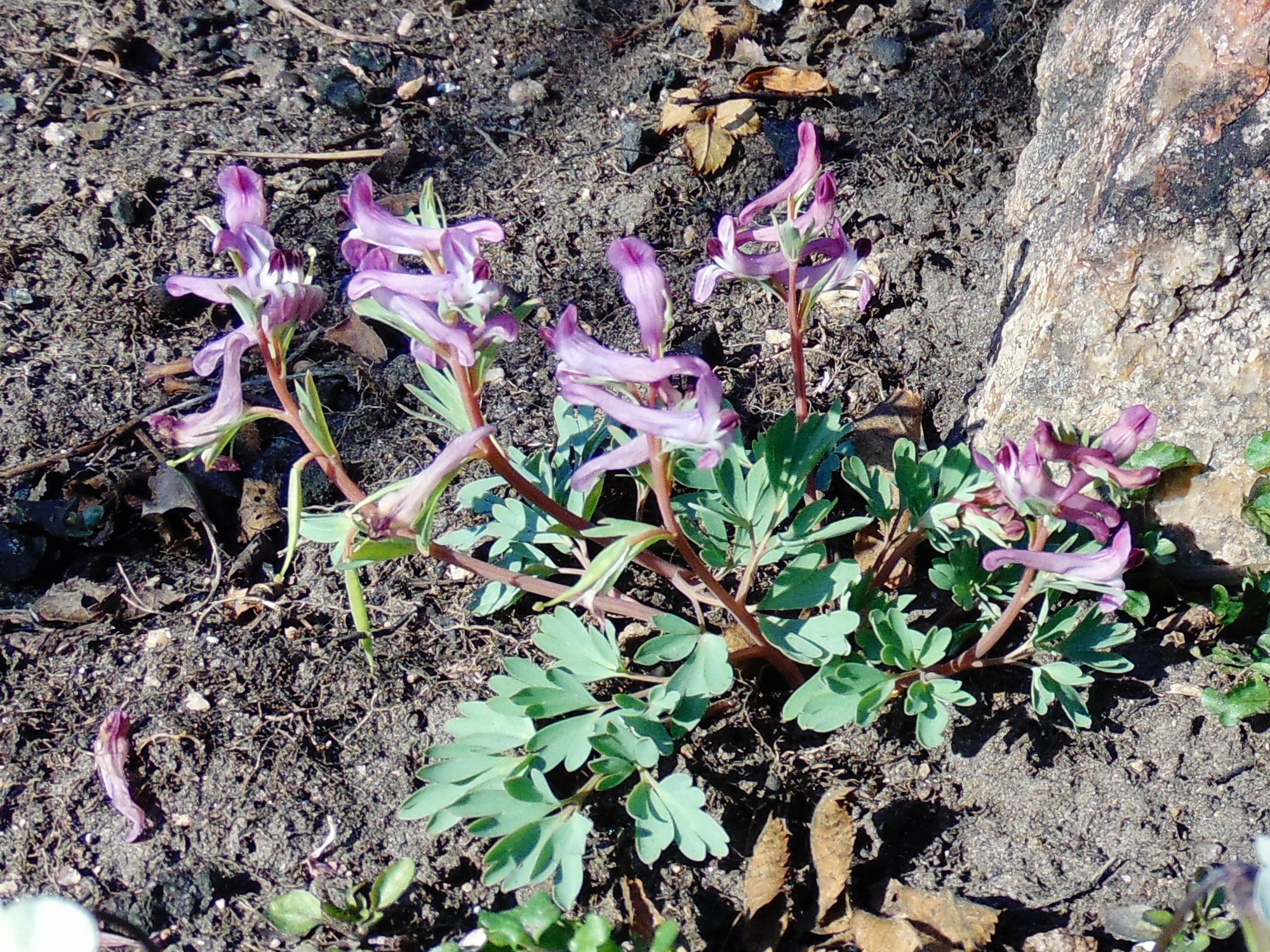
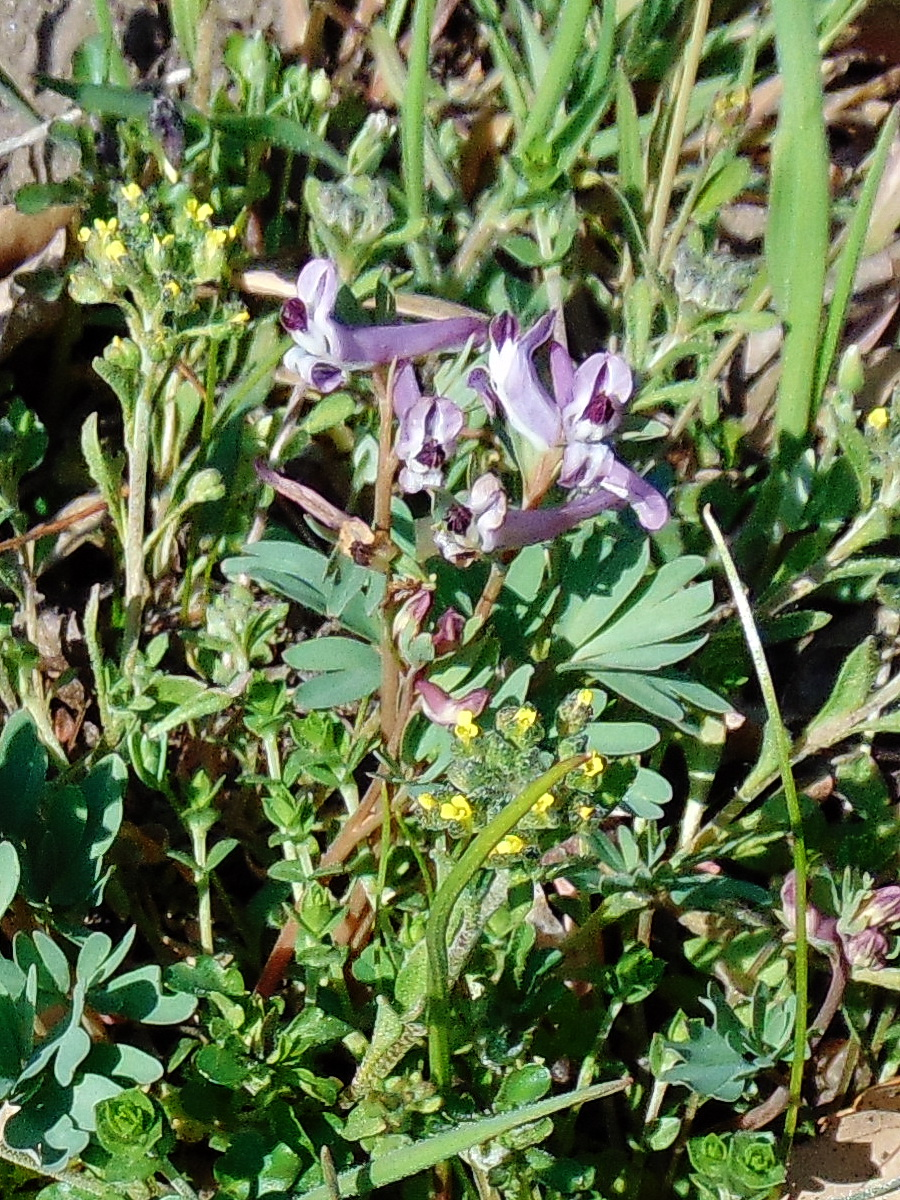
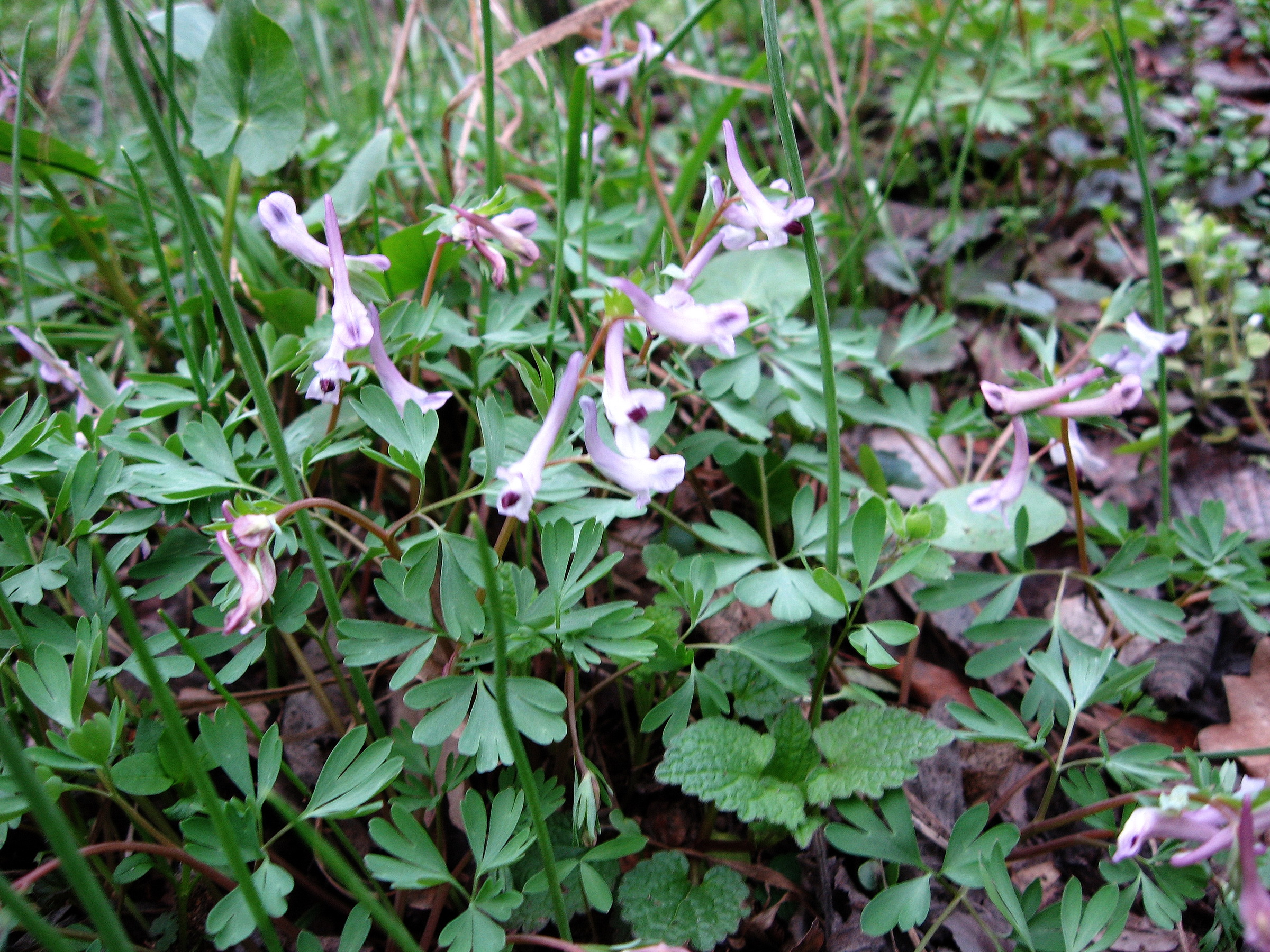

Запорізька область. Острів Хортиця